# Fausta mimetes
Fausta mimetes är en tvåvingeart som beskrevs av Zimin 1960. Fausta mimetes ingår i släktet Fausta och familjen parasitflugor. Inga underarter finns listade i Catalogue of Life.